# Kristina Cook
Kristina Cook, född den 31 augusti 1970 i Rustington i Storbritannien, är en brittisk ryttare.
Hon tog OS-silver i lagtävlingen i fälttävlan i samband med de olympiska ridsporttävlingarna 2012 i London.